# Orthonops johnsoni
Orthonops johnsoni är en spindelart som beskrevs av Norman I. Platnick 1995. Orthonops johnsoni ingår i släktet Orthonops och familjen Caponiidae. Inga underarter finns listade i Catalogue of Life.